# Daly Santana
Daly Santana (ur. 19 lutego 1995) – portorykańska siatkarka, reprezentantka kraju, grająca na pozycji przyjmującej.

## Sukcesy klubowe
Mistrzostwo Francji:
- 2017

Mistrzostwo Turcji:
- 2021

## Sukcesy reprezentacyjne
Mistrzostwa Ameryki Północnej, Środkowej i Karaibów Kadetek:
- 2010

Puchar Panamerykański:
- 2016
- 2017

## Nagrody indywidualne
- 2017: Gracz roku na Portoryko